# 志岐幸子
志岐 幸子（しき ゆきこ、1969年1月15日 - ）は、日本の感性工学研究者。関西大学人間健康学部教授。
元ミス・ユニバース日本代表や、テレビのスポーツキャスターなどの経歴でも知られる。

## 来歴
兵庫県宝塚市出身。兵庫県立宝塚東高等学校を経て、1992年3月に早稲田大学人間科学部スポーツ科学科卒業。早稲田大学では競走部のマネージャーを務めたり、ミスコンで「ミス早稲田」にも輝いた。
1993年、メキシコの首都・メキシコシティにあるナショナル・オーディトリアムで開催された第42回ミス・ユニバース世界大会にミス・ユニバース日本大会近畿地区代表を経て日本代表として出場した。早稲田大学大学院生だった翌1994年には、テレビ番組 『プロ野球ニュース』（フジテレビ）でキャスターを務めた。
2003年1月、早稲田大学大学院人間科学研究科で博士号を取得。同年4月、同校の非常勤講師に就任した。2009年4月には、関西大学文学部准教授、翌年4月からは同学人間健康学部准教授、2017年4月には同学人間健康学部教授を務める。2018〜2019年、スタンフォード大学医学部 Health and Human Performance Center 客員研究員。

## 人物
「感性ラボ」主宰者。

## 著作
- 『岡田武史監督と考えたスポーツと感性』 （日本経済新聞出版社　岡田との共著）
- 『一流人の感性が教えてくれた「ゾーン」の法則』（祥伝社）

## テレビ出演
- プロ野球ニュース （1994年4月 - 1995年3月、フジテレビ）
- スポーティーフライデー（1995年4月 - 1996年3月、NHK）